# یورو ون
یورو ون (انگلیسی: Eurovan) یک خانواده از خودروهای مینی‌ون بود که تحت برندهای سیتروئن، پژو، فیات و لانچیا و توسط شرکت سیویل در فرانسه تولید می‌شد. این خودرو از ۱۹۹۴ تا ۲۰۱۴ و در دو نسل تولید شد. البته ذکر این نکته حائز اهمیت است که مدل‌های تحت برند فیات و لانچیا در سال ۲۰۱۰ توقف تولید شدند.

نسل اول این خانواده بزرگ تحت نامهای سیتروئن Evasion، پژو ۸۰۶، فیات Ulysse و لانچیا زتا عرضه شد. اما نسل دوم آن با نام‌های سیتروئن سی۸، پژو ۸۰۷، فیات Ulysse و لانچیا پادرا عرضه شد. همه این خودروها فقط در ظاهر و نام سازنده از هم متمایز بودند ولی در باطن کاملاً مشابه هم بودند.